# Santa Magdalena d'Ulldemolins
Santa Magdalena, anomenada la Catedral del Montsant, és una ermita al municipi d'Ulldemolins (Priorat) protegida com a bé cultural d'interès local. Santa Magdalena va ser fundada per Fra Llorenç Julià. Els plans són obra de Jaume Amigó, el mateix arquitecte que havia fet l'església parroquial de Sant Jaume, el qual el va prendre com a model. L'edifici es bastí cap al 1579 i pel mateix temps es construí una casa a l'ermità. Es va intentar instal·lar un convent el 1579 però el poble no ho va autoritzar. Entre 1587 i 1599, la capella fou abandonada per ordre de l'arquebisbe, fruit de les disputes entre el municipi i la cartoixa d'Escaladei per l'ermita i les terres que l'envolten. En aquest temps va quedar molt malmesa. Reoberta al culte, l'ermita s'enriquí amb retaules durant el segle xviii que van ser destruïts el 1936.
Edifici d'una sola nau amb tres capelles a cada costat i presbiteri separat per un arc triomfal. D'un fris arrenca la volta, de mig punt amb llunetes. Sobre les capelles laterals corre una galeria. Sota el presbiteri hi ha una cripta que s'obre a una galeria excavada a la roca al final de la qual hi ha una estança.
La façana, renaixentista, presenta una gran porta amb volta de mig punt emmarcada per dos parells de pilastres que suporten un frontó dalt del qual es troben dues pilastres més que emmarquen un rosetó i suporten un frontó triangular trencat amb una fornícula al mig. El conjunt és rematat per un campanar d'espadanya d'un sol cos.